# Sint-Martinuskerk (Münster)
De Martinikerk of Sint-Martinuskerk (Duits: St. Martini) is een van de oudste sacrale bouwwerken van de Westfaalse stad Münster. De katholieke kerk is gewijd aan de heilige Martinus en de oudste delen ervan gaan terug tot de jaren 1180. Het godshuis ligt op de hoek Martinistraße/Neubrückenstraße in de buurt van het stedelijk theater.

## Ontstaansgeschiedenis
Met de groei van de stad in de tweede helft van de 12e eeuw naar het zuiden en het oosten werden er in de plannen van bisschop Herman II van Katzenelnbogen omstreeks 1174 een drietal gebieden van de Sint-Lambertusparochie afgescheiden om ze in te delen in een aantal nieuwe parochies. In het noordoostelijke gebied kwam de Sint-Martinuskerk als nieuwe parochiekerk tot stand. Van een eerstesteenlegging of wijdingsdatum is verder niets bekend, maar aangenomen wordt dat de bouw al snel moet zijn begonnen. Uit een document uit 1217 van bisschop Otto I blijkt dat bisschop Hermann 30 jaar eerder, dus in 1187, vijf prebenden schonk voor de vorming van een kapittel voor de Martinuskerk. Tot 1344 werd het aantal prebenden zelfs tot 17 verhoogd.
In 1811 werd het stift per decreet opgeheven.
In 2007 fuseerde de Martinikerk met de Lambertuskerk, Egidiuskerk en Ludgeriuskerk tot één parochie, de Lambertusparochie..

## De kerk
Oorspronkelijk was de Sint-Martinuskerk een romaanse basiliek met een westelijke toren. Van dit oorspronkelijke gebouw resteert tegenwoordig nog het onderste deel van de toren, dat romaanse vormen verraadt. In de middeleeuwen werd het romaanse kerkschip afgebroken om plaats te maken voor de drieschepige hallenkerk met ronde pijlers. Omstreeks 1380 kwam de verlenging van het koor met het stergewelfde en polygonaal sluitende travee tot stand. De romaanse basis werd omstreeks 1480 met rijk met beelden versierde verdiepingen verhoogd, waarin de klokken kwamen te hangen. Een barokke bekroning verving rond 1760 de spitse torenafsluiting.

## Interieur
In 1654 vervaardigde Johann Bockhorst, een uit Münster afkomstige leerling van Peter Paul Rubens, het altaarschilderij Messe des Hl. Martinus voor de kerk. Sinds 1998 wordt dit schilderij in het Stadtmuseum Münster  bewaard.
Het orgel van de Martinuskerk bevindt zich in een orgelkamer in de toren. Het instrument werd in 1959 ter vervanging van het in de Tweede Wereldoorlog verwoestte kerkorgel door de orgelbouwer Matthias Kreienbrink uit Georgsmarienhütte gebouwd. Vooralsnog werden alleen het hoofdwerk, zwelwerk en het pedaal gerealiseerd. Pas in de jaren 1990 werd het positief geïnstalleerd (van de oorspronkelijk 8 geplande registers zijn er slechts 5 gebouwd). Het kegellade-instrument telt 27 registers en een transmissie vanuit het hoofdwerk in het pedaal. De speel- en registertracturen zijn elektrisch. In het kerkschip staat nog een positief met twee manualen dat door de orgelfirma Streichert uit Göttingen werd gebouwd.

## Klokken
In de toren van de kerk hangen zes klokken.
| Nr. | Naam | Gietjaar | Gieter, gietplaats | Doorsnee (mm) | Gewicht (kg) | Nominaal (HT-1/16) |
| --- | ---- | -------- | ------------------ | ------------- | ------------ | ------------------ |
| 1   |      | 1982     |                    | 1382          | 1800         | d1 –2              |
| 2   |      | 1982     |                    | 1222          | 1200         | e1 –3              |
| 3   |      | 1982     |                    | 1076          | 800          | fis1 –3            |
| 4   |      | 1507     |                    | 906           | 500          | a1 –1              |
| 5   |      | 1942     |                    | 720           | 174          | d2 –2              |
| 6   |      | 1942     |                    | 511           | 61           | gis2 –6            |